# Kike García (spanyol labdarúgó)
Kike García (Motilla del Palancar, 1989. november 25. –) spanyol korosztályos válogatott labdarúgó, az Osasuna csatárja.

## Pályafutása

### Klubcsapatokban
García a spanyolországi Motilla del Palancarban született. Az ifjúsági pályafutását a Quintanar del Rey csapatában kezdte, majd 2007-ben a Murcia akadémiájánál folytatta.
2008-ban mutatkozott be a Murcia tartalék, majd 2009-ben a másodosztályban szereplő felnőtt csapatában. 2014-ben az angol másodosztályban érdekelt Middlesbrough szerződtette. 2014. augusztus 9-én, a Birmingham City ellen hazai pályán 2–0-ra megnyert bajnokin debütált és egyben meg is szerezte első gólját a klub színeiben. 2016-ban visszatért Spanyolországba és az első osztályú Eibarnál folytatta a labdarúgást.
2021. július 1-jén hároméves szerződést kötött az Osasuna együttesével. Először a 2021. augusztus 14-ei, Espanyol ellen 0–0-ás döntetlennel zárult mérkőzésen lépett pályára. Első gólját 2021. augusztus 29-én, a Cádiz ellen idegenben 3–2-re megnyert találkozón szerezte meg.

### A válogatottban
García 2009-ben tagja volt a spanyol U20-as válogatottnak.

## Statisztikák
2023. május 6. szerint
| Klub          | Szezon   | Osztály            | Bajnokság | Bajnokság | Kupa és Ligakupa | Kupa és Ligakupa | Nemzetközi | Nemzetközi | Összesen | Összesen |
| Klub          | Szezon   | Osztály            | Meccs     | Gól       | Meccs            | Gól              | Meccs      | Gól        | Meccs    | Gól      |
| ------------- | -------- | ------------------ | --------- | --------- | ---------------- | ---------------- | ---------- | ---------- | -------- | -------- |
| Murcia B      | 2008–09  | Segunda División B | 34        | 8         | —                | —                | —          | —          | 34       | 8        |
| Murcia        | 2008–09  | Segunda División   | 4         | 1         | 0                | 0                | —          | —          | 4        | 1        |
| Murcia        | 2009–10  | Segunda División   | 31        | 3         | 3                | 0                | —          | —          | 34       | 3        |
| Murcia        | 2010–11  | Segunda División B | 34        | 12        | 4                | 1                | —          | —          | 38       | 13       |
| Murcia        | 2011–12  | Segunda División   | 2         | 1         | 0                | 0                | —          | —          | 2        | 1        |
| Murcia        | 2012–13  | Segunda División   | 36        | 8         | 0                | 0                | —          | —          | 36       | 8        |
| Murcia        | 2013–14  | Segunda División   | 43        | 23        | 1                | 0                | —          | —          | 44       | 23       |
| Murcia        | Összesen | Összesen           | 150       | 48        | 8                | 1                | 0          | 0          | 158      | 49       |
| Middlesbrough | 2014–15  | Championship       | 45        | 10        | 5                | 2                | —          | —          | 50       | 12       |
| Middlesbrough | 2015–16  | Championship       | 19        | 4         | 4                | 0                | —          | —          | 23       | 4        |
| Middlesbrough | Összesen | Összesen           | 64        | 14        | 9                | 2                | 0          | 0          | 73       | 16       |
| Eibar         | 2016–17  | La Liga            | 24        | 7         | 3                | 2                | —          | —          | 27       | 9        |
| Eibar         | 2017–18  | La Liga            | 35        | 8         | 2                | 0                | —          | —          | 37       | 8        |
| Eibar         | 2018–19  | La Liga            | 30        | 3         | 1                | 0                | —          | —          | 31       | 3        |
| Eibar         | 2019–20  | La Liga            | 27        | 5         | 0                | 0                | —          | —          | 27       | 5        |
| Eibar         | 2020–21  | La Liga            | 37        | 12        | 1                | 0                | —          | —          | 38       | 12       |
| Eibar         | Összesen | Összesen           | 153       | 35        | 7                | 2                | 0          | 0          | 160      | 37       |
| Osasuna       | 2021–22  | La Liga            | 33        | 5         | 3                | 1                | —          | —          | 36       | 6        |
| Osasuna       | 2022–23  | La Liga            | 32        | 2         | 8                | 5                | —          | —          | 40       | 7        |
| Osasuna       | Összesen | Összesen           | 65        | 7         | 11               | 6                | 0          | 0          | 76       | 13       |
| Összesen      | Összesen | Összesen           | 466       | 112       | 35               | 11               | 0          | 0          | 501      | 123      |

## Sikerei, díjai
Egyéni
- A spanyol kupa gólkirálya: 2022–23 (5 góllal)